# جورج هنري موريس
جورج هنري موريس (بالإنجليزية: George Henry Morris)‏ هو عسكري جنوب أفريقي، ولد في 16 يوليو 1872، وتوفي في 1 سبتمبر 1914.